# Ленинский район (Уральская область)
Ленинский район — бывшая административно-территориальная единица в составе Уральской области РСФСР в СССР.
Существовал с 1923 до 1932 гг. Административный центр — село Григорьевское.

## Население
Численность населения района по данным переписи населения 1926 года составляла 28 074 человека, в том числе русские — 99,4 %, белорусы — 0,4 %. Всё население в 1926 году было сельским.
На 1 января 1931 года население района составило 28 900 жителей.

## История
Ленинский район был образован в 1923 году в составе Пермского округа Уральской области РСФСР.
По состоянию на 1928 год Ленинский район имел площадь в 1300 км² и в него входили 630 сельских населённых пунктов, которые объединялись в 11 сельсоветов:
| №         | Наименование             | Административный центр        | Количество населённых пунктов | Население по переписи 1926 года (чел.) |
| --------- | ------------------------ | ----------------------------- | ----------------------------- | -------------------------------------- |
| 1         | Ананичевский сельсовет   | д. Ананичи                    | 63                            | 1970                                   |
| 2         | Батуровский сельсовет    | д. Голяшкино                  | 86                            | 2823                                   |
| 3         | Григорьевский сельсовет  | c. Григорьевское              | 92                            | 5050                                   |
| 4         | Зинковский сельсовет     | д. Постаноги                  | 49                            | 2361                                   |
| 5         | Калининский сельсовет    | ж.д. ст. Чайковская           | 40                            | 2063                                   |
| 6         | Ленинский сельсовет      | c. Ленино                     | 70                            | 2990                                   |
| 7         | Лузинский сельсовет      | c. Лузино                     | 59                            | 2702                                   |
| 8         | Покровский сельсовет     | с. Покровское                 | 48                            | 1873                                   |
| 9         | Стряпунинский сельсовет  | с. Стряпунино (Стряпунинское) | 62                            | 1971                                   |
| 10        | Усть-Сыновский сельсовет | с. Усть-Сыны                  | 23                            | 1831                                   |
| 11        | Черновский сельсовет     | д. Чёрная                     | 38                            | 1435                                   |
| 11.000001 | итого                    |                               | 630                           | 28074                                  |

В 1930 году все округа в области и по стране были упразднены. Ленинский район стал входить непосредственно в состав Уральской области РСФСР.
Постановлением Президиума ВЦИК от 1 января 1932 года Ленинский район был упразднён, а его территория была полностью включена в Нытвенский район.
В 1934 году территория бывшего района стала частью Свердловской области, а в 1938 году — частью новообразованной Пермской области.
В 1952—1956 гг. здесь временно существовал Григорьевский район Пермской области.